# Greve Karl Robert von Nesselrode
Greve Karl Robert von Nesselrode (russisk: Граф Карл Васи́льевич Нессельро́де tr. Graf Karl Vasiljevitj Nesselrode , tysk: Karl Robert Reichsgraf von Nesselrode-Ehreshoven ; født 14. december1780 i Lissabon, Portugal død 23. marts1862 i Sankt Petersborg, Russiske Kejserrige) var en russisk diplomat og politiker. Han deltog bl.a. i Wienerkongressen i 1814 efter Napoleonskrigene, blev leder af udenrigskollegiet i 1816, udenrigsminister 1822-1856, vicekansler i 1829 og rigskansler fra 1844 til 1862. 
Flere retter er knyttet til hans navn, bl.a. en budding, som efter sigende blev en lollandsk delikatesse.
Han er dekoreret med utallige hædersbevisninger, bl.a. den danske Elefantorden.